# Аэропорт Зальцбург имени В. А. Моцарта

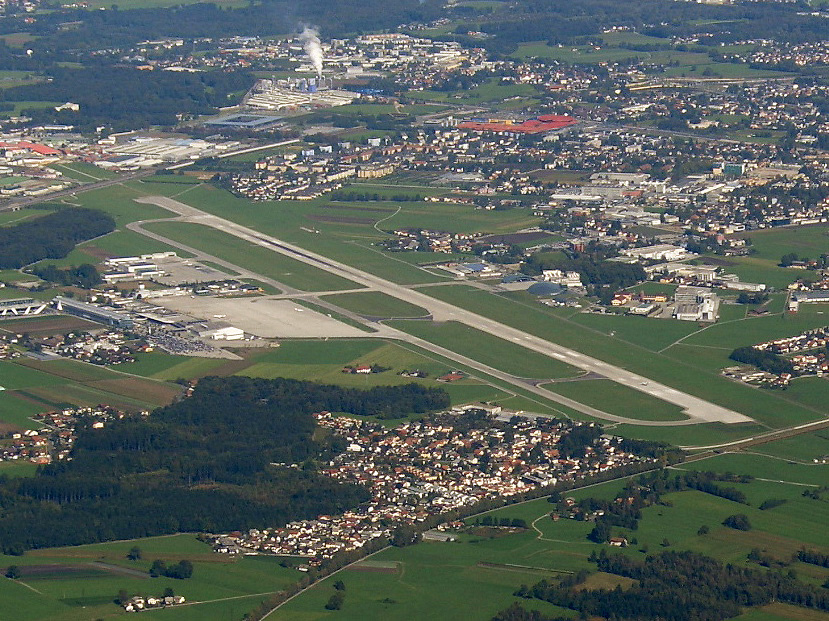
Аэропорт с высоты птичьего полёта.

Аэропорт Зальцбург имени В. А. Моцарта (нем. Salzburg Airport W. A. Mozart) (ИАТА: SZG, ИКАО: LOWS) — второй по размеру аэропорт Австрии.
Аэропорт Зальцбурга представляет собой современный региональный аэропорт, который играет важную роль в туристической отрасли региона и его экономике в целом. Аэропорт носит имя композитора, родившегося в Зальцбурге, Вольфганга Амадея Моцарта, расположен в 4 км от центра Зальцбурга и в 2 км от австрийско-германской границы.
Аэропорт — воздушные ворота ко многим горнолыжным курортам Австрии, в том числе в районом Ски-Амаде, крупнейшей сетью связанных лыжных горнолыжных курортов в Европе.
Аэропорт совместно принадлежит городским властям Зальцбурга (25 %) и властям земли Зальцбург (75 %). В 2001 аэропорт оценивался в 22 000 000 €.
Троллейбусная линия номер 2 (частота 10 минут) связывает аэропорт с Зальцбургской системой общественного транспорта. Время дороги до старого города около 30 минут.

## История
1910 Впервые приземлился самолёт на гоночной трассе Зальцбург-Ойген.
1926 Совершён первый рейс Lufthansa по маршруту Мюнхен — Зальцбург — Бад-Райхенхалль.
1927 ÖLAG (Austrian Aviation AG) открыла маршрут Вена-Зальцбург-Инсбрук.
1938 Самолёт Lufthansa, который совершал перелёт Лондон-Брюссель-Франкфурт-Мюнхен-Вена совместно с SABENA, совершил вынужденную посадку в Зальцбурге.
1939 Открытие регулярных маршрутов Берлин-Прага-Зальцбург-Венеция и Мюнхен-Зальцбург-Клагенфурт-Любляна-Риека.
Военные годы
1 сентября 1939 Аэропорт Зальцбурга был захвачен и в 1943 командование аэропортом перешло «Luftgaukommando VII» в Мюнхене. Осенью 1944 здесь появился недавно разработанный истребитель Me-262. После первой бомбардировки американскими ВВС Зальцбурга 16 октября 1944 и последующих 15 воздушных атак города аэропорт остался неповреждённым. Аэропорт Зальцбурга стал первым австрийским аэропортом, который возобновил регулярное воздушное сообщение.
1958 1 августа после 15-месячного строительства был введён в эксплуатацию контрольно-диспетчерский пункт.
1966 Открыто новое здание терминала.
1978 Впервые приземлился DC-10.
1984 Впервые приземлились Boeing 767 (авиакомпании Braathens из Норвегии) и Concorde (Air France).
2000 Зальцбургский аэропорт пропустил за год 1,265,000 пассажиров.
2001 Аэропорт Зальцбурга принял первый рейс Ryanair в Австрии. Это был первый случай, когда в австрийский аэропорт стала совершать рейсы лоу-кост авиакомпания. Около 100 000 пассажиров было обслужено ею в 2001.
2005 Aer Lingus начала осуществлять зимние рейсы из Дублина.
2005 Пассажиропоток составил 1,7 млн пассажиров, рост по сравнению с 2004 составил 19,2 %.
2006 Ryanair начал рейсы в Дублин и Шарлеруа и объявила об открытии рейсов в Рим и Стамбул. British Airways после 2001 года возобновили рейс в Лондон-Гатвик с 1 декабря. Зарегистрирован пассажиропоток 1,8 млн пассажиров в год.
2007 Ryanair прекратила рейсы в Шарлеруа

## Развитие
Открыт новый терминал для приёма зимних чартеров (Терминал 2), который функционирует только по субботам. Введены в эксплуатацию новые мощности по контролю и обработке багажа. Основным направлением развития является усовершенствование инфраструктуры, включая увеличение автостоянки, которая может разместить уже 1900 автомобилей.

## Авиакомпании и назначения
- Austrian Airlines
  - оператор Austrian Arrows (Дюссельдорф, Франкфурт, Линц, Вена)
- Austrojet (Баня-Лука, Штутгарт, Тиват)
- British Airways (Лондон-Гатвик)
- Cirrus Airlines (Цюрих)
- Ryanair (Дублин, Лондон-Станстед)
- Thomsonfly (Манчестер)
- TUIfly (Берлин-Тегель, Кёльн/Бонн, Гамбург, Ганновер)
- S7 Airlines (Москва-Домодедово, Санкт-Петербург; сезонные)
- Wizz Air (Киев-Жуляны)

## Чартерные авиакомпании
- Aegean Airlines
- Air Europa
- Austrian Airlines оператор Austrian Arrows
- Bulgarian Air Charter
- Eurocypria Airlines
- Karthago Airlines
- Koral Blue Airlines
- Nouvelair
- Pegasus Airlines
- SunExpress
- Thomsonfly
- Tunisair